# Jos van der Vleuten

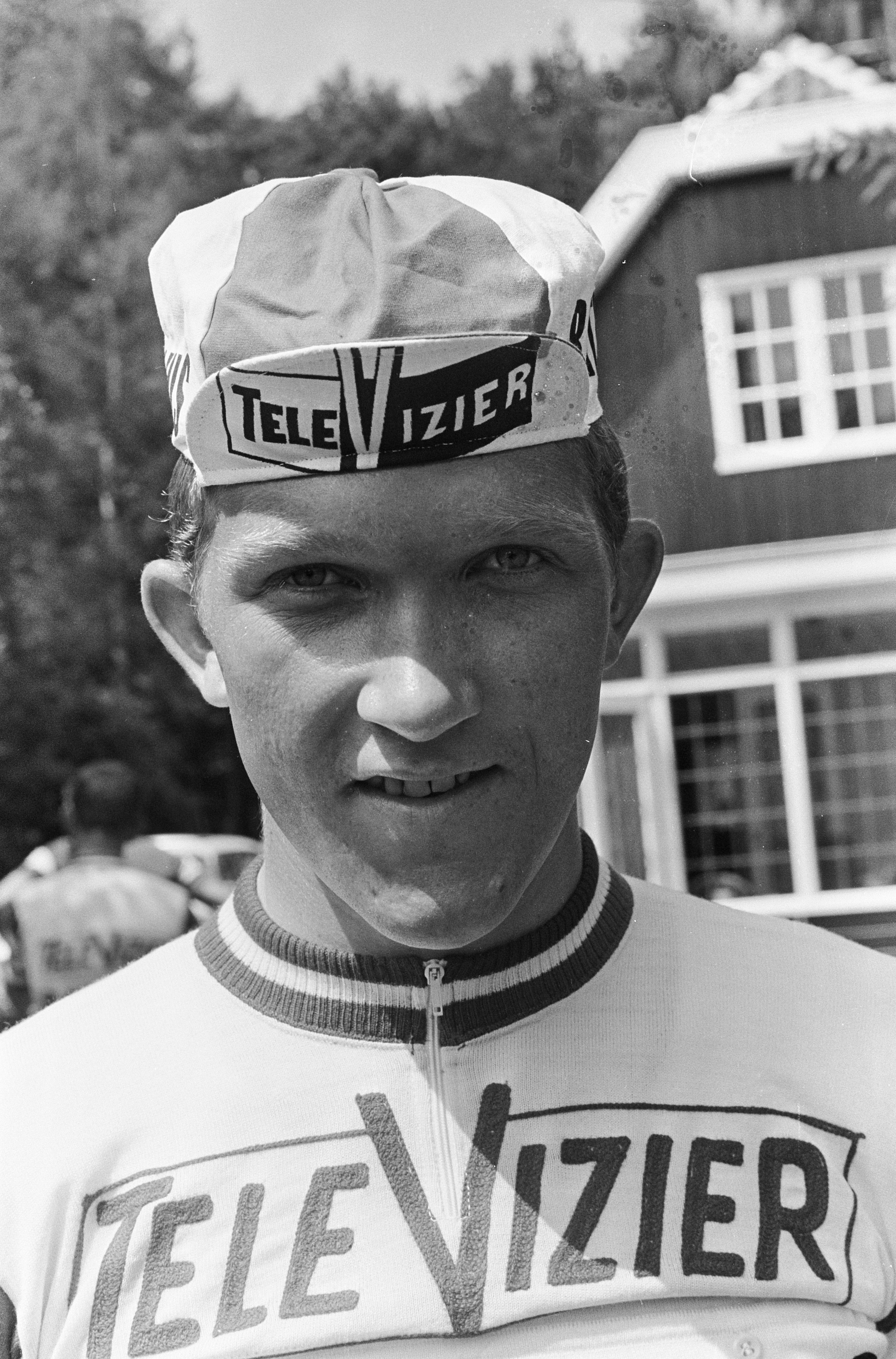
Jos van der Vleuten in der Tour de France 1966

Jos van der Vleuten (* 7. Februar 1943 in Helmond; † 5. Dezember 2011 in Sosúa, Dominikanische Republik) war ein niederländischer Radrennfahrer und nationaler Meister im Radsport.

## Sportliche Laufbahn
Als Amateur gewann er eine Etappe der Olympia’s Tour (2. Gesamtrang) und der Österreich-Rundfahrt 1964. Dazu kamen drei Etappenerfolge in der Kanada-Rundfahrt. Im Rennen der UCI-Straßen-Weltmeisterschaften wurde er Neunter. Von 1964 bis 1973 war er Berufsfahrer. Er begann im Radsportteam Flandria-Romeo. Er war einige Jahre Domestik für Jan Janssen. In der Vuelta a España 1966 gewann er die Punktewertung. Als endschneller Fahrer gewann er einige kleinere Eintagesrennen und Kriterien in seiner Heimat und in Belgien. 1969 siegte er auf einem Tagesabschnitt des Etappenrennens Paris–Nizza und 1970 in der Katalonischen Woche sowie im Grote Prijs Stad Vilvoorde und im Grand Prix Midi-Libre.
1972 wurde er nationaler Meister im Mannschaftszeitfahren.
Im Rennen der UCI-Straßen-Weltmeisterschaften 1967 wurde er Fünfter, nach der Dopingkontrolle jedoch wegen nachgewiesener Einnahme unerlaubter Mittel disqualifiziert.
In der Vuelta a España 1967 gewann er eine Etappe, 1970 eine Halbetappe und 1972 nochmal eine Etappe. 1966 wurde er 17. des Endklassements, 1967 50., 1970 38. und 1972 32. 
Die Tour de France fuhr er sechsmal. Er wurde 1966 75., 1967 67., 1968 schied er aus, 1970 wurde er 44., 1971 30. und 1972 73. Nach der Saison 1974 beendete er seine Laufbahn.